# Республіка Молоссія

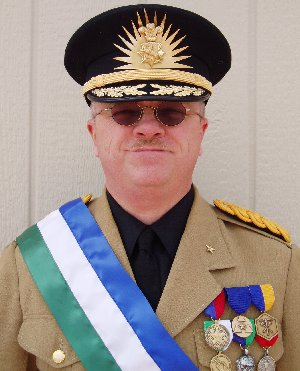
Засновник і президент Молоссії Кевін Бо

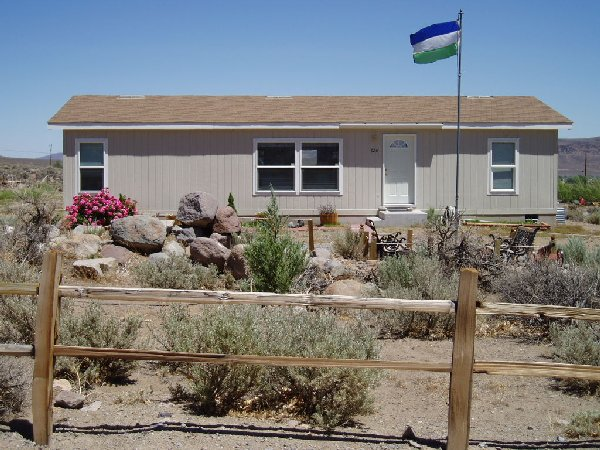
Дім уряду

Молоссія (також відома як Республіка Молоссія; англ. Republic of Molossia) — самопроголошена мікродержава, заснована неподалік від міста Дейтон (штат Невада, США) у 1977 році американцями Джеймсом Спілманом та Кевіном Бо.

## Історія
Молоссію вигадали як бунтарську розвагу двоє американських хлопців 1977 року під назвою Велика Республіка Вульдштейн. 15-річний Джеймс Спілман став королем (король Яків І), а його одноліток Кевін Бо проголосив себе прем'єр-міністром. На початку «держава» не мала ніякої території та існувала лише віртуально, хоча засновники створили прапор та намалювали гроші та уявні мапи. Через деякий час король Джеймс I відійшов від справ, проте прем'єр-міністр виявився наполегливішим і в 1998 році купив невелику ділянку землі в штаті Невада, після чого проголосив себе президентом Республіки Молоссія.

## Економічне життя
Кевін Бо друкує власні «гроші», роздає «паспорти Молоссії» та приймає туристів у себе вдома.

## У масовій культурі
2010 року кінокомпанія «Channel Awesome» випустила гумористичний фільм «Кікассія» (англ. Kickassia, від англ. kick ass — «дати копняка»), про захоплення Молоссії невдахою-режисером.